# Lucien Turcotte Pacaud
Pour l’article homonyme, voir Pacaud.
Lucien Turcotte Pacaud (21 septembre 1879 - 5 mars 1960) est un avocat et homme politique fédéral du Québec.

## Biographie
Né à Trois-Rivières dans la région de la Mauricie, il étudie à l'Université Laval et à l'Université Bishop's. Nommé au Barreau du Québec en 1904 et pratiqua ensuite le droit à Québec et à Thetford Mines. De 1907 à 1911, il servit comme commissaire de la police pour le Transcontinental Railway.
Élu député du Parti libéral du Canada dans la circonscription fédérale de Mégantic en 1911, il fut réélu en 1917 et en 1921. Il servit comme sous-secrétaire parlementaire d'État pour les Affaires extérieures de 1921 à 1922. Il démissionna en 1922 pour devenir haut-commissaire du Canada à Londres en remplacement de Peter Charles Larkin, mort en fonction.
Son père, Ernest Pacaud, a été un avocat et journaliste influent à la fin du XIXe siècle au Québec. Son grand-père, Joseph-Édouard Turcotte, a été député dans plusieurs circonscriptions du Canada-Est.